# Déclaration de Saint-Pétersbourg de 1868

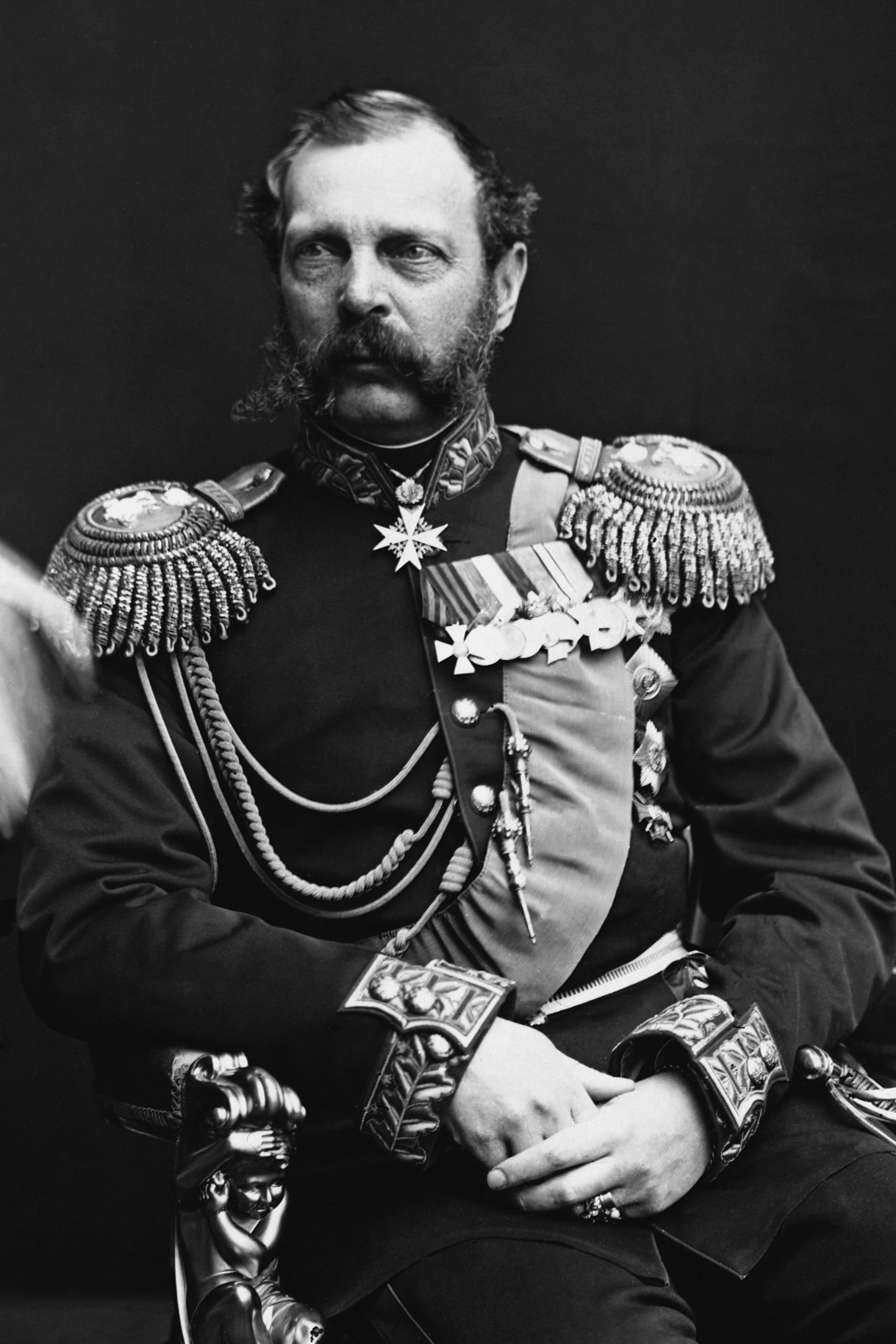
Le tsar russe Alexandre II

La déclaration de Saint-Pétersbourg, également connue sous le nom de convention de Saint-Pétersbourg, du 11 décembre 1868 (29 novembre, selon l'ancien calendrier russe) est un traité international interdisant les projectiles explosifs pesant moins de 400 grammes. Le tsar russe Alexandre II a initié la réunion de la convention. Avec la déclaration de Saint-Pétersbourg, pour la première fois dans l'histoire militaire et juridique, il y avait une restriction stipulée contractuellement sur le choix des moyens de guerre.

## Importance juridique et historique
En 1863, les ingénieurs militaires russes ont mis au point une balle qui explosait au contact d'une surface dure. En 1867, cette technologie, initialement destinée à lutter contre le transport de munitions, a été modifiée de telle sorte qu'une explosion se produisait même lorsqu'elle touchait des structures plus molles. Ce type de munition, entraînant des blessures graves,  paraissait particulièrement inhumain au gouvernement russe qui ne souhaitait pas l'utiliser, mais, dans le même temps, il ne pouvait pas accepter qu'un autre pays en fabrique et prenne un avantage. Le gouvernement russe a souhaité que la communauté internationale s'abstienne d'utiliser ces munitions. À l'initiative du tsar Alexandre II, le diplomate et homme d'État russe, le prince Alexandre Gortchakov réunit une conférence de représentants de tous les États européens et d'Amérique du Nord dans le but d'examiner les règles de guerre existantes dans le cadre de laquelle est signée la Déclaration concernant la non-utilisation de projectiles explosifs en temps de guerre par l'Autriche-Hongrie, le royaume de Bavière, la Belgique, le Danemark, l'Empire français, le royaume de Grèce, le royaume d'Italie, les Pays-Bas, la Perse, le royaume de Portugal, le royaume de Prusse et la confédération de l'Allemagne du Nord, l'Empire russe, l' Union personnelle de la Suède et de la Norvège, la Suisse, l'Empire ottoman, le Royaume-Uni de Grande-Bretagne et d'Irlande et le royaume de Wurtemberg. Le grand-duché de Bade et l'empire du Brésil signent cette déclaration l'année suivante. 
Les délégués ont affirmé que le seul objet légitime de la guerre devrait être d'affaiblir la force militaire de l'ennemi, ce qui pourrait être suffisamment accompli par l'emploi d'armes hautement destructrices. Les délégués décident de prohiber l'usage d'armes explosives qui pourraient blesser gravement les combattants et prolonger inutilement les souffrances des hommes mis hors de combat. Les grandes puissances s'engagent alors à renoncer, en cas de guerre entre elles, à l'usage « par leurs troupes militaires ou navales de tout projectile d'un poids inférieur à 400 grammes (14 onces avoirdupois), qui soit soit explosif, soit chargé de substances fulminantes ou inflammables ». De plus elles s'engagent « de s'entendre ultérieurement, toutes les fois qu'une proposition précise serait formulée en vue des perfectionnements a venir que la science pourrait apporter dans l'armement des troupes, afin de maintenir les principes qu'elles ont posés et de concilier les nécessités de la guerre avec les lois de l'humanité. »
C'est la première fois qu'une convention internationale impose une restriction au choix des moyens pour faire la guerre en limitant l'utilisation des armes qui causent des souffrances inutiles au nom des lois de l'humanité. Elle fait suite au « Lieber Code » adopté par les forces armées américaines en 1863 pendant la guerre civile et à la convention de Genève de 1864 déclarant neutres et inviolables les formations militaires sur le champ de bataille. Ce principe a été repris et élargi dans d'autres traités internationaux. Ce principe de respect des lois de l'humanité a été incorporé dans l'article 23, alinea e, du Règlement concernant les lois et coutumes de la guerre sur terre adopté à la première conférence de La Haye de 1899 qui interdit « d’employer des armes, des projectiles ou des matières propres à causer des maux superflus ». Le protocole de Genève de 1925 interdit d'emploi à la guerre de gaz asphyxiants, toxiques ou similaires et de moyens bactériologiques. Les conventions de Genève dans le domaine du droit international humanitaire assurant pendant les conflits armés la protection des civils, des membres de l'aide humanitaire, des blessés ou encore, des prisonniers de guerre. La Convention sur l'interdiction ou la limitation de l'emploi de certaines armes classiques qui peuvent être considérées comme produisant des effets traumatiques excessifs ou comme frappant sans discrimination est approuvée en 1980. La Convention de 1993 sur les armes chimiques et la convention d'Ottawa de 1997 contre l'utilisation et la production de mines antipersonnel.